# Municipio de Roosevelt (Kansas)
El municipio de Roosevelt (en inglés: Roosevelt Township) es un municipio ubicado en el condado de Decatur en el estado estadounidense de Kansas. En el año 2010 tenía una población de 18 habitantes y una densidad poblacional de 0,19 personas por km².

## Geografía
El municipio de Roosevelt se encuentra ubicado en las coordenadas 39°53′20″N 100°21′12″O / 39.88889, -100.35333. Según la Oficina del Censo de los Estados Unidos, el municipio tiene una superficie total de 93.02 km², de la cual 92,96 km² corresponden a tierra firme y (0,07 %) 0,06 km² es agua.

## Demografía
Según el censo de 2010, había 18 personas residiendo en el municipio de Roosevelt. La densidad de población era de 0,19 hab./km². De los 18 habitantes, el municipio de Roosevelt estaba compuesto por el 100 % blancos. Del total de la población el 0 % eran hispanos o latinos de cualquier raza.